# Aa (Cranichideae)
Lan a hay lan nhĩ (danh pháp: Aa) Rchb.f. 1854, là một chi lan trong họ Orchidaceae.

## Các loài
- Aa achalensis Schltr. 1920 (Argentina)
- Aa argyrolepis Rchb.f. 1854 (Colombia tới Ecuador)
- Aa aurantiaca D.Trujillo (Peru)[2][3]
- Aa calceata (Rchb.f.) Schltr. 1912 (Peru tới Bolivia)
- Aa colombiana Schltr. 1920 (Colombia tới Ecuador)
- Aa denticulata Schltr. 1920 (Colombia tới Ecuador)
- Aa erosa (Rchb.f.) Schltr. 1912 (Peru)
- Aa fiebrigii (Schltr.) Schltr. 1912 (Bolivia)
- Aa figueroi Szlach. & S. Nowak, 2014 [4]
- Aa hieronymi (Cogn.) Schltr. 1912 (Argentina)
- Aa lehmannii Rchb. f. ex Szlach. & Kolan., 2014[5]
- Aa leucantha (Rchb.f.) Schltr. 1920 (Colombia tới Ecuador)
- Aa lorentzii Schltr. 1920 (Argentina)
- Aa lozanoi Szlach. & S. Nowak, 2014 [6]
- Aa macra Schltr. 1921 (Ecuador)
- Aa maderoi Schltr. 1920 (Venezuela; Colombia; Ecuador)
- Aa mandonii (Rchb.f.) Schltr. 1912 (Peru tới Bolivia)
- Aa matthewsii (Rchb.f.) Schltr. 1912 (Peru)
- Aa microtidis Schltr. 1922 (Bolivia)
- Aa paleacea (Kunth) Rchb.f. 1854 (Costa Rica tới Bolivia)
- Aa riobambae Schltr. 1921 (Ecuador)
- Aa rosei Ames 1922 (Peru)
- Aa schickendanzii Schltr. 1920 (Argentina)
- Aa sphaeroglossa Schltr. 1922 (Bolivia)
- Aa trilobulata Schltr. 1922 (Bolivia)
- Aa weddelliana (Rchb.f.) Schltr. 1912 (Peru tới NW Argentina)

Đồng nghĩa:
- Aa hartwegii Garay 1978 (Ecuador; Colombia; Venezuela); syn., → Aa maderoi Schltr.,[7]
- Aa gymnandra (Rchb.f.) Schltr. 1912 đồng nghĩa với Myrosmodes gymnandra (Rchb.f.) C.A.Vargas[8]
- Aa inaequalis (Rchb.f.) Schltr. 1912 (Peru tới Bolivia);  đồng nghĩa với Myrosmodes inaequalis (Rchb.f.) C.A.Vargas[9]
- Aa nervosa (Kraenzl.) Schltr. 1912 (Chile); tên khác của Myrosmodes nervosa (Kraenzl.) Novoa, C.A.Vargas & Cisternas[10]